# 伍和村
伍和村（ごかむら）は、長野県下伊那郡にあった村。現在の阿智村大字伍和にあたる。

## 地理
- 山：日の入山、松沢山
- 河川：阿知川

## 歴史
- 1875年（明治8年）1月23日 - 筑摩県伊那郡備中原村・向関村・大鹿倉村・河内村・栗矢村が合併して伍和村となる。
- 1876年（明治9年）8月21日 - 長野県の所属となる。
- 1879年（明治12年）1月4日 - 郡区町村編制法の施行により下伊那郡の所属となる。
- 1889年（明治22年）4月1日 - 町村制の施行により、伍和村が単独で自治体を形成。
- 1956年（昭和31年）9月30日 - 会地村・智里村と合併して阿智村が発足。同日伍和村廃止。